# AO (tijdschrift)
AO is een Nederlandse reeks periodiek verschijnende uitgaven die actuele onderwerpen van achtergrondinformatie voorzien. De letters AO staan voor actuele onderwerpen. De deeltjes worden uitgegeven door ProsuMediaProducties. Per uitgave wordt een thema behandeld.
Actuele Onderwerpen begon in 1936 als nieuwsbrief van de pas opgerichte stichting IVIO (Instituut voor Individueel Onderwijs) dat modulair onderwijs ging verzorgen en daarin baanbrekend was voor Nederland. Het eerste AO in een klein formaat boekje kwam direct na de Tweede Wereldoorlog uit, in 1945. Inmiddels zijn er bijna 3100 uitgaven verschenen. De inhoud wordt geschreven door experts en/of ervaren journalisten en schrijvers. AO is in de historie ook wekelijks verschenen en kende een tijd een junior-variant. Het is een abonnee- en besteluitgave en wordt afgenomen door met name scholen voortgezet onderwijs.
De uitgever is stichting IVIO, onderdeel van een holding. Namens IVIO ligt de redactie van AO bij Platform Profielactueel, een kennis- en informatiepodium voor het beroepsonderwijs. Het doel van AO is volgens de uitgever om op een objectieve en toegankelijke manier informatie over te brengen, dit door steeds verschillende auteurs met kennis van het onderwerp te benaderen met het verzoek een AO-deeltje te verzorgen.
Stichting IVIO (Instituut voor Individuele Ontwikkeling) werd in 1936 opgericht door prof. dr. Philip Kohnstamm, pedagoog en natuurkundige. Sindsdien ontwikkelde deze instelling zich op het gebied van onderwijs, opleiding en toeleiding tot de arbeidsmarkt. In 2003 gingen de bedrijfsonderdelen van IVIO over in particuliere handen. Op basis van de AO-nieuwsbrief werden voor de Nederlandse soldaten in Nederlands-Indië speciale edities uitgebracht onder de naam RAO-reeks, uitgegeven door IVIO in samenwerking met de afdeling Recreatie en Algemene Ontwikkeling (RAO) van het ministerie van Oorlog.